# Liana Ghasarjan
Liana Ghasarjan (armenisch Լիանա Ղազարյան, * 15. Februar 2000 in Armenien) ist eine armenische Fußballspielerin.

## Karriere

### Verein
Zwischen 2013 und 2014 spielte Ghasarjan für den Verein Artik. Danach wechselte sie zu Gyurmi. Von 2021 bis 2023 war sie im Verein FC Hayasa aktiv. Seit 2023 spielt sie für MFA Žalgiris. Am 26. März 2023 gab sie ihr Debütspiel gegen FC Gintra.

### Nationalmannschaft
Von 2017 bis 2018 spielte sie für Armenien U19. Seit 2020 spielt sie für die Armenische Fußballnationalmannschaft der Frauen als Abwehrspieler. Sie debütierte 
am 6. März 2020 bei einem Freundschaftsspiel gegen Litauen. Bisher absolvierte Ghasarjan 13 Länderspiele.